# Elezioni comunali in Veneto del 2019
Le elezioni comunali in Veneto del 2019 si sono tenute il 26 maggio (con ballottaggio il 9 giugno).

## Riepilogo sindaci eletti
Coalizione di centro-destra
     Coalizione di centro-sinistra
     Lega
     Liste civiche
     Coalizione di destra
     Coalizione di centro
     Commissario prefettizio
| Provincia | Comune                 | Sindaco uscente | Sindaco uscente                  | Sindaco eletto | Sindaco eletto                   | Primo turno | Primo turno | Secondo turno | Secondo turno | Seggi   |
| Provincia | Comune                 | Sindaco uscente | Sindaco uscente                  | Sindaco eletto | Sindaco eletto                   | Voti        | %           | Voti          | %             | Seggi   |
| --------- | ---------------------- | --------------- | -------------------------------- | -------------- | -------------------------------- | ----------- | ----------- | ------------- | ------------- | ------- |
| Venezia   | Noale                  |                 | Patrizia Andreotti (PD)          |                | Patrizia Andreotti (Ind.)        | 4.231       | 45,08       | 4.076         | 53,49         | 10 / 16 |
| Venezia   | Scorzè                 |                 | Giovanni Battista Mestriner (FI) |                | Nais Marcon (Lega)               | 7.787       | 73,56       | —             | —             | 12 / 16 |
| Venezia   | Spinea                 |                 | Silvano Checchin (PD)            |                | Martina Vesnaver (Lega)          | 7.074       | 48,40       | 5.396         | 50,26         | 10 / 16 |
| Padova    | Cadoneghe              |                 | Michele Schiavo (PD)             |                | Marco Schiesaro (Lega)           | 3.701       | 42,32       | 3.621         | 52,79         | 10 / 16 |
| Padova    | Monselice              |                 | Francesco Lunghi (FI)            |                | Giorgia Bedin (Lega)             | 3.233       | 31,06       | 3.976         | 58,06         | 10 / 16 |
| Padova    | Rubano                 |                 | Sabrina Doni (Ind.)              |                | Sabrina Doni (Ind.)              | 4.566       | 53,07       | —             | —             | 10 / 16 |
| Padova    | Selvazzano Dentro      |                 | Enoch Soranzo (LN)               |                | Giovanna Rossi (Ind.)            | 6.578       | 51,93       | —             | —             | 10 / 16 |
| Rovigo    | Rovigo                 |                 | Nicola Izzo                      |                | Edoardo Gaffeo (Ind.)            | 7.070       | 25,42       | 10.600        | 50,94         | 20 / 32 |
| Treviso   | Mogliano Veneto        |                 | Carlo Arena (PD)                 |                | Davide Bortolato (Lega)          | 7.452       | 49,42       | 6.166         | 50.18         | 10 / 16 |
| Treviso   | Paese                  |                 | Francesco Pietrobon (LN)         |                | Katia Uberti (Lega)              | 6.236       | 51,48       | —             | —             | 11 / 16 |
| Treviso   | Preganziol             |                 | Paolo Galeano (Ind.)             |                | Paolo Galeano (Ind.)             | 4.962       | 51,69       | —             | —             | 10 / 16 |
| Treviso   | Vittorio Veneto        |                 | Roberto Tonon (PD)               |                | Antonio Miatto (Ind.)            | 8.344       | 56,37       | —             | —             | 10 / 16 |
| Verona    | Legnago                |                 | Clara Scapin (PD)                |                | Graziano Lorenzetti (Lega)       | 7.407       | 53,15       | —             | —             | 10 / 16 |
| Verona    | Negrar di Valpolicella |                 | Roberto Grison (Ind.)            |                | Roberto Grison (Ind.)            | 4.464       | 45,73       | 4.093         | 50.46         | 9 / 16  |
| Verona    | Pescantina             |                 | Luigi Cadura (Ind.)              |                | Aldo Vangi (Ind.)                | 4.540       | 47,06       | 4.707         | 63,36         | 10 / 16 |
| Verona    | San Bonifacio          |                 | Giampaolo Provoli (Ind.)         |                | Giampaolo Provoli (Ind.)         | 4.901       | 47,17       | 4.983         | 60,45         | 10 / 16 |
| Vicenza   | Arzignano              |                 | Giorgio Gentilin (FI)            |                | Alessia Bevilacqua (Lega)        | 7.365       | 54,58       | —             | —             | 10 / 16 |
| Vicenza   | Bassano del Grappa     |                 | Riccardo Poletto (PD)            |                | Elena Pavan (Lega)               | 14.311      | 61,40       | —             | —             | 15 / 24 |
| Vicenza   | Montecchio Maggiore    |                 | Milena Cecchetto (LN)            |                | Gianfranco Trapula (Lega)        | 7.177       | 61,81       | —             | —             | 11 / 16 |
| Vicenza   | Schio                  |                 | Valter Orsi (Ind.)               |                | Valter Orsi (Ind.)               | 10.717      | 51,14       | —             | —             | 15 / 24 |
| Vicenza   | Valdagno               |                 | Giancarlo Giuseppe Acerbi (Ind.) |                | Giancarlo Giuseppe Acerbi (Ind.) | 6.536       | 45,17       | 6.795         | 51,19         | 10 / 16 |

## Città metropolitana di Venezia

### Noale
| Candidati                          | Candidati                                 | Voti                 | %     | Liste               | Voti  | %     | Seggi |
| ---------------------------------- | ----------------------------------------- | -------------------- | ----- | ------------------- | ----- | ----- | ----- |
|                                    | Patrizia Andreotti Accede al ballottaggio | 4.231                | 45,08 | Impegno Comune      | 3.132 | 34,57 | 8     |
| Sorino X Noale                     | Patrizia Andreotti Accede al ballottaggio | 4.231                | 45,08 | 576                 | 6,36  | 1     |       |
| Insieme per Noale                  | Patrizia Andreotti Accede al ballottaggio | 4.231                | 45,08 | 352                 | 3,89  | 1     |       |
|                                    | Michela Barin Accede al ballottaggio      | 4.161                | 44,33 | Lega                | 1.684 | 18,59 | 2     |
| Noalesi al Centro                  | Michela Barin Accede al ballottaggio      | 4.161                | 44,33 | 1.230               | 13,58 | 2     |       |
| Fratelli d'Italia - Liberi Noalesi | Michela Barin Accede al ballottaggio      | 4.161                | 44,33 | 601                 | 6,63  | -     |       |
| Forza Italia                       | Michela Barin Accede al ballottaggio      | 4.161                | 44,33 | 505                 | 5,57  | -     |       |
| Seggio di coalizione               | Seggio di coalizione                      | Seggio di coalizione | 44,33 | 1                   |       |       |       |
|                                    | Fabrizio Stevanato                        | 994                  | 10,59 | Partito Democratico | 816   | 9,01  | -     |
| Novalis Terra Fertile              | Fabrizio Stevanato                        | 994                  | 10,59 | 163                 | 1,80  | -     |       |
| Seggio di coalizione               | Seggio di coalizione                      | Seggio di coalizione | 10,59 | 1                   |       |       |       |
| Totale                             | Totale                                    | 9.386                | 100   |                     | 9.059 | 100   | 16    |

### Scorzè
| Candidati            | Candidati              | Voti                 | %     | Liste                                          | Voti   | %     | Seggi |
| -------------------- | ---------------------- | -------------------- | ----- | ---------------------------------------------- | ------ | ----- | ----- |
|                      | Nais Marcon ✔️ Sindaco | 7.787                | 73,56 | Mestriner per Nais                             | 4.818  | 47,24 | 8     |
| Lega                 | Nais Marcon ✔️ Sindaco | 7.787                | 73,56 | 2.643                                          | 25,91  | 4     |       |
|                      | Dario Zugno            | 2.402                | 22,69 | Partito Democratico                            | 1.873  | 18,36 | 3     |
| Civica per Scorzé    | Dario Zugno            | 2.402                | 22,69 | 476                                            | 4,67   |       |       |
| Seggio di coalizione | Seggio di coalizione   | Seggio di coalizione | 22,69 | 1                                              |        |       |       |
|                      | Emanuela Barbiero      | 397                  | 3,75  | Forza Italia - Fratelli d'Italia - Scorzé Viva | 390    | 3,82  | -     |
| Totale               | Totale                 | 10.586               | 100   |                                                | 10.200 | 100   | 16    |

### Spinea
| Candidati                  | Candidati                               | Voti                 | %     | Liste               | Voti   | %     | Seggi |
| -------------------------- | --------------------------------------- | -------------------- | ----- | ------------------- | ------ | ----- | ----- |
|                            | Martina Vesnaver Accede al ballottaggio | 7.074                | 48,40 | Lega                | 3.666  | 25,81 | 7     |
| Lista Claudio Tessari      | Martina Vesnaver Accede al ballottaggio | 7.074                | 48,40 | 1.028               | 7,24   | 1     |       |
| Fratelli d'Italia          | Martina Vesnaver Accede al ballottaggio | 7.074                | 48,40 | 770                 | 5,42   | 1     |       |
| Sìamo Spinea               | Martina Vesnaver Accede al ballottaggio | 7.074                | 48,40 | 692                 | 4,87   | 1     |       |
| Spinea Progetto Civico     | Martina Vesnaver Accede al ballottaggio | 7.074                | 48,40 | 407                 | 2,87   | -     |       |
| Forza Italia               | Martina Vesnaver Accede al ballottaggio | 7.074                | 48,40 | 355                 | 2,50   | -     |       |
|                            | Emanuele Ditadi Accede al ballottaggio  | 5.656                | 38,69 | Partito Democratico | 2.110  | 14,85 | 2     |
| Spine@ con Ditadi Sindaco  | Emanuele Ditadi Accede al ballottaggio  | 5.656                | 38,69 | 1.459               | 10,27  | 1     |       |
| È Tempo Prospettiva Spinea | Emanuele Ditadi Accede al ballottaggio  | 5.656                | 38,69 | 757                 | 5,33   | 1     |       |
| Noi Spinea 2030            | Emanuele Ditadi Accede al ballottaggio  | 5.656                | 38,69 | 727                 | 5,12   | -     |       |
| Impegno e Solidarietà      | Emanuele Ditadi Accede al ballottaggio  | 5.656                | 38,69 | 364                 | 2,56   | -     |       |
| Seggio di coalizione       | Seggio di coalizione                    | Seggio di coalizione | 38,69 | 1                   |        |       |       |
|                            | Agim Lorenzo Danaj                      | 1.020                | 6,98  | Movimento 5 Stelle  | 1.018  | 7,17  | 1     |
|                            | Massimo De Pieri                        | 867                  | 5,93  | Progetto Spinea     | 852    | 6,00  | 1     |
| Totale                     | Totale                                  | 14.617               | 100   |                     | 14.205 | 100   | 16    |

## Provincia di Padova

### Cadoneghe
| Candidati                                   | Candidati                              | Voti                 | %     | Liste                           | Voti  | %     | Seggi |
| ------------------------------------------- | -------------------------------------- | -------------------- | ----- | ------------------------------- | ----- | ----- | ----- |
|                                             | Marco Schiesaro Accede al ballottaggio | 3.701                | 42,32 | Lega                            | 2.191 | 25,53 | 8     |
| Marco Schiesaro Sindaco                     | Marco Schiesaro Accede al ballottaggio | 3.701                | 42,32 | 784                             | 9,13  | 2     |       |
| Forza Italia                                | Marco Schiesaro Accede al ballottaggio | 3.701                | 42,32 | 231                             | 2,69  | -     |       |
| Fratelli d'Italia                           | Marco Schiesaro Accede al ballottaggio | 3.701                | 42,32 | 228                             | 2,66  | -     |       |
| Il Popolo della Famiglia - Cadoneghe Domani | Marco Schiesaro Accede al ballottaggio | 3.701                | 42,32 | 191                             | 2,23  | -     |       |
|                                             | Michele Schiavo Accede al ballottaggio | 2.729                | 31,21 | Partito Democratico             | 1.623 | 18,91 | 2     |
| Cadoneghe Unisce                            | Michele Schiavo Accede al ballottaggio | 2.729                | 31,21 | 393                             | 4,58  | -     |       |
| Giovani per l'Ambiente                      | Michele Schiavo Accede al ballottaggio | 2.729                | 31,21 | 304                             | 3,54  | -     |       |
| Lista Civica di Centro                      | Michele Schiavo Accede al ballottaggio | 2.729                | 31,21 | 235                             | 2,74  | -     |       |
| Cadoneghe nel Cuore                         | Michele Schiavo Accede al ballottaggio | 2.729                | 31,21 | 124                             | 1,44  | -     |       |
| Seggio di coalizione                        | Seggio di coalizione                   | Seggio di coalizione | 31,21 | 1                               |       |       |       |
|                                             | Nicola Longo                           | 788                  | 9,01  | Movimento 5 Stelle              | 780   | 9,09  | 1     |
|                                             | Virginia Garato                        | 697                  | 7,97  | La Lista Civica per Cadoneghe   | 680   | 7,92  | 1     |
|                                             | Roberto Mairo                          | 529                  | 6,05  | Coalizione Civica per Cadoneghe | 526   | 6,13  | 1     |
|                                             | Giuseppe La Rosa                       | 301                  | 3,44  | Cadoneghe per Tutti             | 293   | 3,41  | -     |
| Totale                                      | Totale                                 | 8.745                | 100   |                                 | 8.583 | 100   | 16    |

### Monselice
| Candidati               | Candidati                             | Voti                 | %     | Liste                 | Voti  | %     | Seggi |
| ----------------------- | ------------------------------------- | -------------------- | ----- | --------------------- | ----- | ----- | ----- |
|                         | Giorgia Bedin Accede al ballottaggio  | 3.233                | 31,06 | Lega                  | 1.699 | 17,20 | 6     |
| Giorgia Bedin Sindaco   | Giorgia Bedin Accede al ballottaggio  | 3.233                | 31,06 | 805                   | 8,15  | 3     |       |
| Noi con Stefano Peraro  | Giorgia Bedin Accede al ballottaggio  | 3.233                | 31,06 | 399                   | 4,04  | 1     |       |
| Movimento Cittadino     | Giorgia Bedin Accede al ballottaggio  | 3.233                | 31,06 | 147                   | 1,49  | -     |       |
|                         | Gianni Mamprin Accede al ballottaggio | 1.950                | 18,74 | Lista Mamprin Sindaco | 783   | 7,93  | 1     |
| Lista Lunghi            | Gianni Mamprin Accede al ballottaggio | 1.950                | 18,74 | 504                   | 5,10  | -     |       |
| Forza Italia            | Gianni Mamprin Accede al ballottaggio | 1.950                | 18,74 | 453                   | 4,59  | -     |       |
| Patto per Monselice     | Gianni Mamprin Accede al ballottaggio | 1.950                | 18,74 | 171                   | 1,73  | -     |       |
| Seggio di coalizione    | Seggio di coalizione                  | Seggio di coalizione | 18,74 | 1                     |       |       |       |
|                         | Silvia Muttoni                        | 1.527                | 14,67 | Siamo Monselice       | 630   | 6,38  | -     |
| Crea Monselice          | Silvia Muttoni                        | 1.527                | 14,67 | 431                   | 4,36  | -     |       |
| Cittadini per Monselice | Silvia Muttoni                        | 1.527                | 14,67 | 271                   | 2,74  | -     |       |
| Seggio di coalizione    | Seggio di coalizione                  | Seggio di coalizione | 14,67 | 1                     |       |       |       |
|                         | Sandro Giordani                       | 1.412                | 13,57 | Partito Democratico   | 1.089 | 11,03 | -     |
| Sì Monselice            | Sandro Giordani                       | 1.412                | 13,57 | 284                   | 2,88  | -     |       |
| Seggio di coalizione    | Seggio di coalizione                  | Seggio di coalizione | 13,57 | 1                     |       |       |       |
|                         | Andrea Bernardini                     | 911                  | 8,75  | Movimento 5 Stelle    | 853   | 8,64  | 1     |
|                         | Paolo Masin                           | 874                  | 8,40  | Ambiente Società      | 883   | 8,94  | 1     |
|                         | Fabio Conte                           | 501                  | 4,81  | Veneto Libero         | 475   | 4,81  | -     |
| Totale                  | Totale                                | 10.408               | 100   |                       | 9.877 | 100   | 16    |

### Rubano
| Candidati            | Candidati               | Voti                 | %     | Liste         | Voti  | %     | Seggi |
| -------------------- | ----------------------- | -------------------- | ----- | ------------- | ----- | ----- | ----- |
|                      | Sabrina Doni ✔️ Sindaco | 4.566                | 53,07 | Vivere Rubano | 2.387 | 28,96 | 6     |
| Rubano Futura        | Sabrina Doni ✔️ Sindaco | 4.566                | 53,07 | 1.904         | 23,10 | 4     |       |
|                      | Marco Valerio Pedron    | 4.037                | 46,93 | Lega          | 2.980 | 36,15 | 5     |
| Rubano Sociale       | Marco Valerio Pedron    | 4.037                | 46,93 | 340           | 4,12  | -     |       |
| Forza Italia         | Marco Valerio Pedron    | 4.037                | 46,93 | 331           | 4,02  | -     |       |
| Rubano in Movimento  | Marco Valerio Pedron    | 4.037                | 46,93 | 301           | 3,65  | -     |       |
| Seggio di coalizione | Seggio di coalizione    | Seggio di coalizione | 46,93 | 1             |       |       |       |
| Totale               | Totale                  | 8.603                | 100   |               | 8.243 | 100   | 16    |

### Selvazzano Dentro
| Candidati            | Candidati                 | Voti                 | %     | Liste               | Voti   | %     | Seggi |
| -------------------- | ------------------------- | -------------------- | ----- | ------------------- | ------ | ----- | ----- |
|                      | Giovanna Rossi ✔️ Sindaco | 6.578                | 51,93 | Selvazzano Viva     | 4.585  | 37,68 | 8     |
| Selvazzano in#Rete   | Giovanna Rossi ✔️ Sindaco | 6.578                | 51,93 | 686                 | 5,64   | 1     |       |
| Selvazzano Nuova     | Giovanna Rossi ✔️ Sindaco | 6.578                | 51,93 | 621                 | 5,10   | 1     |       |
| Forza Selvazzano     | Giovanna Rossi ✔️ Sindaco | 6.578                | 51,93 | 352                 | 2,89   | -     |       |
|                      | Antonio Francon           | 3.388                | 26,75 | Lega                | 2.328  | 19,13 | 2     |
| Prima Selvazzano     | Antonio Francon           | 3.388                | 26,75 | 508                 | 4,17   | -     |       |
| Fratelli d'Italia    | Antonio Francon           | 3.388                | 26,75 | 350                 | 2,88   | -     |       |
| Grande Veneto        | Antonio Francon           | 3.388                | 26,75 | 124                 | 1,02   | -     |       |
| Seggio di coalizione | Seggio di coalizione      | Seggio di coalizione | 26,75 | 1                   |        |       |       |
|                      | Antonio Santamaria        | 1.855                | 14,64 | Partito Democratico | 1.784  | 14,66 | 1     |
|                      | Vincenzo Vozza            | 846                  | 6,68  | Coalizione Civica   | 830    | 6,82  | -     |
| Totale               | Totale                    | 12.667               | 100   |                     | 12.168 | 100   | 16    |

## Provincia di Rovigo

### Occhiobello
|                               | Sondra Coizzi ✔️ Sindaco | CambiamOcchiobello | 3 225 | 50,09 | 11 |  |  |  |  |
|                               | Davide Valentini         | Occhiobello Per Te | 3 213 | 49,91 | 5  |  |  |  |  |
| Totale                        | Totale                   |                    | 6 438 | 100   | 16 |  |  |  |  |
|                               |                          |                    |       |       |    |  |  |  |  |
| Fonte: Ministero dell'interno |                          |                    |       |       |    |  |  |  |  |

### Rovigo
| Candidati                            | Candidati                                 | Voti                        | %     | Liste                | Voti   | %     | Seggi |
| ------------------------------------ | ----------------------------------------- | --------------------------- | ----- | -------------------- | ------ | ----- | ----- |
|                                      | Monica Gambardella Accede al ballottaggio | 10.616                      | 38,17 | Lega                 | 4.905  | 18,18 | 4     |
| Monica Gambardella Sindaco           | Monica Gambardella Accede al ballottaggio | 10.616                      | 38,17 | 1.895                | 7,02   | 1     |       |
| Fratelli d'Italia                    | Monica Gambardella Accede al ballottaggio | 10.616                      | 38,17 | 1.571                | 5,52   | 1     |       |
| Forza Italia con Rinascimento Sgarbi | Monica Gambardella Accede al ballottaggio | 10.616                      | 38,17 | 1.211                | 4,49   | -     |       |
| Forza Rovigo                         | Monica Gambardella Accede al ballottaggio | 10.616                      | 38,17 | 687                  | 2,55   | -     |       |
| Obiettivo Rovigo                     | Monica Gambardella Accede al ballottaggio | 10.616                      | 38,17 | 310                  | 1,15   | -     |       |
| Seggio al candidato sindaco          | Seggio al candidato sindaco               | Seggio al candidato sindaco | 38,17 | 1                    |        |       |       |
|                                      | Edoardo Gaffeo Accede al ballottaggio     | 7.070                       | 25,42 | Partito Democratico  | 3.769  | 13,97 | 11    |
| Perché Cresca Felice                 | Edoardo Gaffeo Accede al ballottaggio     | 7.070                       | 25,42 | 1.667                | 6,18   | 5     |       |
| Forum dei Cittadini                  | Edoardo Gaffeo Accede al ballottaggio     | 7.070                       | 25,42 | 1.267                | 4,70   | 4     |       |
|                                      | Silvia Menon                              | 6.394                       | 22,99 | Silvia Menon Sindaco | 4.577  | 16,96 | 3     |
| SiAmo Rovigo                         | Silvia Menon                              | 6.394                       | 22,99 | 1.057                | 3,92   | -     |       |
| RovigoPiù                            | Silvia Menon                              | 6.394                       | 22,99 | 420                  | 1,56   | -     |       |
| Seggio al candidato sindaco          | Seggio al candidato sindaco               | Seggio al candidato sindaco | 22,99 | 1                    |        |       |       |
|                                      | Mattia Maniezzo                           | 1.734                       | 6,23  | Movimento 5 Stelle   | 1.711  | 6,34  | 1     |
|                                      | Ezio Conchi                               | 1.338                       | 4,81  | Cambia Rovigo        | 1.145  | 4,24  | -     |
| Rovigo Futura                        | Ezio Conchi                               | 1.338                       | 4,81  | 161                  | 0,60   | -     |       |
|                                      | Antonio Saccardin                         | 386                         | 1,39  | Presenza Cristiana   | 372    | 1,38  | -     |
|                                      | Marco Venuto                              | 278                         | 1,00  | CasaPound            | 257    | 0,95  | -     |
| Totale                               | Totale                                    | 27.816                      | 100   |                      | 26.982 | 100   | 32    |

Ballottaggio
| Candidati | Candidati                 | Voti   | %     |
| --------- | ------------------------- | ------ | ----- |
|           | Edoardo Gaffeo ✔️ Sindaco | 10.600 | 50,94 |
|           | Monica Gambardella        | 10.210 | 49,06 |
| Totale    | Totale                    | 20.810 |       |

## Provincia di Treviso

### Mogliano Veneto
| Candidati                    | Candidati                               | Voti                 | %     | Liste                | Voti   | %     | Seggi |
| ---------------------------- | --------------------------------------- | -------------------- | ----- | -------------------- | ------ | ----- | ----- |
|                              | Davide Bortolato Accede al ballottaggio | 7.452                | 49,42 | Lega                 | 3.568  | 24,71 | 6     |
| Davide Bortolato Sindaco     | Davide Bortolato Accede al ballottaggio | 7.452                | 49,42 | 2.258                | 15,64  | 3     |       |
| Piazza Civica                | Davide Bortolato Accede al ballottaggio | 7.452                | 49,42 | 631                  | 4,37   | 1     |       |
| Fratelli d'Italia            | Davide Bortolato Accede al ballottaggio | 7.452                | 49,42 | 388                  | 2,69   | -     |       |
| Forza Italia                 | Davide Bortolato Accede al ballottaggio | 7.452                | 49,42 | 362                  | 2,51   | -     |       |
|                              | Carola Arena Accede al ballottaggio     | 6.662                | 44,18 | Carola Arena Sindaco | 2.972  | 20,59 | 3     |
| Partito Democratico - Civica | Carola Arena Accede al ballottaggio     | 6.662                | 44,18 | 1.805                | 12,50  | 1     |       |
| Mogliano Bene Comune         | Carola Arena Accede al ballottaggio     | 6.662                | 44,18 | 955                  | 6,61   | 1     |       |
| Il Ponte                     | Carola Arena Accede al ballottaggio     | 6.662                | 44,18 | 547                  | 3,79   | -     |       |
| Seggio di coalizione         | Seggio di coalizione                    | Seggio di coalizione | 44,18 | 1                    |        |       |       |
|                              | Roberta Longhin                         | 964                  | 6,39  | Movimento 5 Stelle   | 951    | 6,59  | -     |
| Totale                       | Totale                                  | 15.078               | 100   |                      | 14.437 | 100   | 16    |

### Paese
| Candidati                  | Candidati               | Voti                 | %     | Liste                     | Voti   | %     | Seggi |
| -------------------------- | ----------------------- | -------------------- | ----- | ------------------------- | ------ | ----- | ----- |
|                            | Katia Uberti ✔️ Sindaco | 6.236                | 51,48 | Lega                      | 3.773  | 33,45 | 8     |
| Paese con Katia Uberti     | Katia Uberti ✔️ Sindaco | 6.236                | 51,48 | 1.370                     | 12,15  | 2     |       |
| Forza Italia               | Katia Uberti ✔️ Sindaco | 6.236                | 51,48 | 393                       | 3,48   | -     |       |
| Fratelli d'Italia          | Katia Uberti ✔️ Sindaco | 6.236                | 51,48 | 349                       | 3,09   | -     |       |
|                            | Rosella Lorenzetto      | 3.006                | 24,81 | Partito Democratico       | 1.202  | 10,66 | 1     |
| Rosella Lorenzetto Sindaco | Rosella Lorenzetto      | 3.006                | 24,81 | 836                       | 7,41   | 1     |       |
| Ambiente Sostenibile       | Rosella Lorenzetto      | 3.006                | 24,81 | 708                       | 6,28   | -     |       |
| Seggio di coalizione       | Seggio di coalizione    | Seggio di coalizione | 24,81 | 1                         |        |       |       |
|                            | Martino De Marchi       | 2.872                | 23,71 | Martino De Marchi Sindaco | 1.238  | 10,98 |       |
| Paese nel Cuore            | Martino De Marchi       | 2.872                | 23,71 | 795                       | 7,05   | 1     |       |
| Per Paese                  | Martino De Marchi       | 2.872                | 23,71 | 616                       | 5,46   | -     |       |
| Seggio di coalizione       | Seggio di coalizione    | Seggio di coalizione | 23,71 | 1                         |        |       |       |
| Totale                     | Totale                  | 12.114               | 100   |                           | 11.280 | 100   | 16    |

### Preganziol
| Candidati                             | Candidati                | Voti                 | %     | Liste               | Voti  | %     | Seggi |
| ------------------------------------- | ------------------------ | -------------------- | ----- | ------------------- | ----- | ----- | ----- |
|                                       | Paolo Galeano ✔️ Sindaco | 4.962                | 51,69 | Partito Democratico | 2.297 | 25,27 | 5     |
| Io Preganziol                         | Paolo Galeano ✔️ Sindaco | 4.962                | 51,69 | 1.437               | 15,81 | 3     |       |
| Preganziol Insieme                    | Paolo Galeano ✔️ Sindaco | 4.962                | 51,69 | 878                 | 9,66  | 2     |       |
|                                       | Valeria Salvati          | 4.223                | 43,99 | Lega                | 2.084 | 22,93 | 3     |
| Valeria Salvati Sindaco               | Valeria Salvati          | 4.223                | 43,99 | 942                 | 10,36 | 1     |       |
| Impegno Comune Preganziol             | Valeria Salvati          | 4.223                | 43,99 | 534                 | 5,87  | 1     |       |
| Fratelli d'Italia - Civica Preganziol | Valeria Salvati          | 4.223                | 43,99 | 514                 | 5,65  | -     |       |
| Seggio di coalizione                  | Seggio di coalizione     | Seggio di coalizione | 43,99 | 1                   |       |       |       |
|                                       | Christian Badin          | 415                  | 4,32  | Preganziol Viva     | 404   | 4,44  | -     |
| Totale                                | Totale                   | 9.600                | 100   |                     | 9.090 | 100   | 16    |

### Vittorio Veneto
| Candidati                   | Candidati                       | Voti                 | %     | Liste               | Voti   | %     | Seggi |
| --------------------------- | ------------------------------- | -------------------- | ----- | ------------------- | ------ | ----- | ----- |
|                             | Antonio Miatto ✔️ Sindaco       | 8.344                | 56,37 | Lega                | 3.836  | 27,27 | 6     |
| Toni Miatto Sindaco         | Antonio Miatto ✔️ Sindaco       | 8.344                | 56,37 | 2.495               | 17,73  | 3     |       |
| Forza Italia                | Antonio Miatto ✔️ Sindaco       | 8.344                | 56,37 | 660                 | 4,69   | 1     |       |
| Civica Noi con Toni Miatto  | Antonio Miatto ✔️ Sindaco       | 8.344                | 56,37 | 596                 | 4,24   | -     |       |
| Rinnovamento e Trasparenza  | Antonio Miatto ✔️ Sindaco       | 8.344                | 56,37 | 225                 | 1,54   | -     |       |
| Vittorio con i Giovani      | Antonio Miatto ✔️ Sindaco       | 8.344                | 56,37 | 186                 | 1,27   | -     |       |
| Uniti per Vittorio          | Antonio Miatto ✔️ Sindaco       | 8.344                | 56,37 | 106                 | 0,72   | -     |       |
| Fratelli d'Italia           | Antonio Miatto ✔️ Sindaco       | 8.344                | 56,37 | 440                 | 3,13   | -     |       |
|                             | Marco Dus                       | 3.783                | 25,66 | Partito Democratico | 2.104  | 14,95 | 2     |
| Vittoriesi Italiani Europei | Marco Dus                       | 3.783                | 25,66 | 1.200               | 8,53   | 1     |       |
| Vittoriesi Vive in Europa   | Marco Dus                       | 3.783                | 25,66 | 286                 | 1,87   | -     |       |
| Seggio di coalizione        | Seggio di coalizione            | Seggio di coalizione | 25,66 | 1                   |        |       |       |
|                             | Alessandro Giuseppe De Bastiani | 1.729                | 11,68 | Rinascita Civica    | 922    | 6,55  | 1     |
| Partecipare Vittorio        | Alessandro Giuseppe De Bastiani | 1.729                | 11,68 | 702                 | 4,99   | -     |       |
| Seggio di coalizione        | Seggio di coalizione            | Seggio di coalizione | 11,68 | 1                   |        |       |       |
|                             | Michele Toffoli                 | 784                  | 5,30  | Città in Movimento  | 354    | 2,52  | -     |
| Forza Vittorio              | Michele Toffoli                 | 784                  | 5,30  | 345                 | 2,45   | -     |       |
|                             | Valerio Petterle                | 162                  | 1,09  | Grande Nord         | 152    | 1,08  | -     |
| Totale                      | Totale                          | 14.802               | 100   |                     | 14.069 | 100   | 16    |

## Provincia di Verona

### Legnago
| Candidati                               | Candidati                      | Voti                 | %     | Liste          | Voti   | %     | Seggi |
| --------------------------------------- | ------------------------------ | -------------------- | ----- | -------------- | ------ | ----- | ----- |
|                                         | Graziano Lorenzetti ✔️ Sindaco | 7.407                | 53,15 | Lega           | 4.410  | 33,50 | 7     |
| Lista Lorenzetti Sindaco                | Graziano Lorenzetti ✔️ Sindaco | 7.407                | 53,15 | 1.540          | 11,70  | 2     |       |
| Fratelli d'Italia - Legnago Domani      | Graziano Lorenzetti ✔️ Sindaco | 7.407                | 53,15 | 951            | 7,22   | 1     |       |
| Scelgo Legnago                          | Graziano Lorenzetti ✔️ Sindaco | 7.407                | 53,15 | 339            | 2,58   | -     |       |
|                                         | Silvio Gandini                 | 4.346                | 31,19 | Legnago Futura | 2.437  | 18,51 | 3     |
| Per una Città in Comune                 | Silvio Gandini                 | 4.346                | 31,19 | 1.030          | 7,82   | 1     |       |
| Liberinsieme                            | Silvio Gandini                 | 4.346                | 31,19 | 417            | 3,17   | -     |       |
| Seggio di coalizione                    | Seggio di coalizione           | Seggio di coalizione | 31,19 | 1              |        |       |       |
|                                         | Riccardo Shahine Toufik        | 1.601                | 11,49 | Forza Italia   | 917    | 6,97  | -     |
| Prima Legnago                           | Riccardo Shahine Toufik        | 1.601                | 11,49 | 302            | 2,29   | -     |       |
| Viva Legnago per l'Autonomia del Veneto | Riccardo Shahine Toufik        | 1.601                | 11,49 | 274            | 2,08   | -     |       |
| Seggio di coalizione                    | Seggio di coalizione           | Seggio di coalizione | 11,49 | 1              |        |       |       |
|                                         | Diletta Marconcin              | 581                  | 4,17  | Legnago Chiama | 546    | 4,15  | -     |
| Totale                                  | Totale                         | 13.935               | 100   |                | 13.163 | 100   | 16    |

### Negrar di Valpolicella
| Candidati                    | Candidati                             | Voti                 | %     | Liste                       | Voti  | %     | Seggi |
| ---------------------------- | ------------------------------------- | -------------------- | ----- | --------------------------- | ----- | ----- | ----- |
|                              | Roberto Grison Accede al ballottaggio | 4.464                | 45,73 | Insieme per Grison Sindaco  | 2.723 | 28,58 | 6     |
| Comunità e Territorio        | Roberto Grison Accede al ballottaggio | 4.464                | 45,73 | 1.119                       | 11,75 | 2     |       |
| Laboratorio Negrar           | Roberto Grison Accede al ballottaggio | 4.464                | 45,73 | 496                         | 5,21  | 1     |       |
|                              | Marco Andreoli Accede al ballottaggio | 4.839                | 49,57 | Lega                        | 2.665 | 27,97 | 4     |
| Negrar sei Tu                | Marco Andreoli Accede al ballottaggio | 4.839                | 49,57 | 708                         | 7,43  | 1     |       |
| Forza Italia - Negrar Civica | Marco Andreoli Accede al ballottaggio | 4.839                | 49,57 | 553                         | 5,80  | -     |       |
| Fratelli d'Italia            | Marco Andreoli Accede al ballottaggio | 4.839                | 49,57 | 543                         | 5,70  | -     |       |
| Pensionati Veneti            | Marco Andreoli Accede al ballottaggio | 4.839                | 49,57 | 157                         | 1,65  | -     |       |
| Liga Veneta Repubblica       | Marco Andreoli Accede al ballottaggio | 4.839                | 49,57 | 119                         | 1,25  | -     |       |
| Seggio di coalizione         | Seggio di coalizione                  | Seggio di coalizione | 49,57 | 1                           |       |       |       |
|                              | Chiara Prati                          | 458                  | 4,69  | Lista Tosi - Ama Negrar (A) | 444   | 4,66  | 1     |
| Totale                       | Totale                                | 9.761                | 100   |                             | 9.527 | 100   | 16    |

- La lista contrassegnata con la lettera A è apparentata al secondo turno con il candidato sindaco Marco Andreoli.

### Pescantina
| Candidati                                | Candidati                              | Voti                 | %     | Liste                      | Voti  | %     | Seggi |
| ---------------------------------------- | -------------------------------------- | -------------------- | ----- | -------------------------- | ----- | ----- | ----- |
|                                          | Davide Quarella Accede al ballottaggio | 4.540                | 47,06 | Lega                       | 2.470 | 26,69 | 6     |
| Idea Pescantina                          | Davide Quarella Accede al ballottaggio | 4.540                | 47,06 | 973                        | 10,51 | 2     |       |
| Pescantina 2014-2019 - Fratelli d'Italia | Davide Quarella Accede al ballottaggio | 4.540                | 47,06 | 960                        | 10,37 | 2     |       |
|                                          | Luigi Cadura Accede al ballottaggio    | 2.992                | 31,01 | Pescantina Democratica     | 1.857 | 20,07 | 2     |
| Si Amo Pescantina                        | Luigi Cadura Accede al ballottaggio    | 2.992                | 31,01 | 963                        | 10,41 | 1     |       |
| Seggio di coalizione                     | Seggio di coalizione                   | Seggio di coalizione | 31,01 | 1                          |       |       |       |
|                                          | Alessandro Reggiani                    | 1.370                | 14,20 | Centro Destra - Lista Tosi | 938   | 10,14 | -     |
| Forza Italia                             | Alessandro Reggiani                    | 1.370                | 14,20 | 383                        | 4,14  | -     |       |
| Seggio di coalizione                     | Seggio di coalizione                   | Seggio di coalizione | 14,20 | 1                          |       |       |       |
|                                          | Emanuele Boscaini                      | 746                  | 7,73  | Movimento 5 Stelle         | 710   | 7,67  | 1     |
| Totale                                   | Totale                                 | 9.648                | 100   |                            | 9.254 | 100   | 16    |

### San Bonifacio
| Candidati                                        | Candidati                                 | Voti                 | %     | Liste                           | Voti  | %     | Seggi |
| ------------------------------------------------ | ----------------------------------------- | -------------------- | ----- | ------------------------------- | ----- | ----- | ----- |
|                                                  | Giampaolo Provoli Accede al ballottaggio  | 4.901                | 47,17 | Lista Provoli                   | 2.578 | 25,93 | 6     |
| Un Territorio, Una Comunità                      | Giampaolo Provoli Accede al ballottaggio  | 4.901                | 47,17 | 1.139                           | 11,46 | 2     |       |
| Insieme si Può                                   | Giampaolo Provoli Accede al ballottaggio  | 4.901                | 47,17 | 778                             | 7,83  | 2     |       |
|                                                  | Emanuele Ferrarese Accede al ballottaggio | 4.040                | 38,99 | Lega                            | 2.440 | 24,54 | 3     |
| Forza Italia                                     | Emanuele Ferrarese Accede al ballottaggio | 4.040                | 38,99 | 944                             | 9,50  | 1     |       |
| Uniti per San Bonifacio - Liga Veneta Repubblica | Emanuele Ferrarese Accede al ballottaggio | 4.040                | 38,99 | 651                             | 6,55  | 1     |       |
| Seggio di coalizione                             | Seggio di coalizione                      | Seggio di coalizione | 38,99 | 1                               |       |       |       |
|                                                  | Ilenia Menin                              | 546                  | 5,26  | Movimento 5 Stelle              | 533   | 5,36  | -     |
|                                                  | Debora Marzotto                           | 486                  | 4,68  | Più San Bonifacio Centro Destra | 491   | 4,94  | -     |
|                                                  | Andrea Signorini                          | 416                  | 4,00  | Avanti! San Bonifacio           | 387   | 3,89  | -     |
| Totale                                           | Totale                                    | 10.389               | 100   |                                 | 9.941 | 100   | 16    |

## Provincia di Vicenza

### Arzignano
| Candidati                | Candidati                     | Voti                 | %     | Liste                 | Voti   | %     | Seggi |
| ------------------------ | ----------------------------- | -------------------- | ----- | --------------------- | ------ | ----- | ----- |
|                          | Alessia Bevilacqua ✔️ Sindaco | 7.365                | 54,58 | Lega                  | 3.426  | 27,28 | 5     |
| Al Centro per Bevilacqua | Alessia Bevilacqua ✔️ Sindaco | 7.365                | 54,58 | 1.155                 | 9,20   | 2     |       |
| Giorgio Gentilin         | Alessia Bevilacqua ✔️ Sindaco | 7.365                | 54,58 | 914                   | 7,28   | 1     |       |
| Liga Siamo Veneto        | Alessia Bevilacqua ✔️ Sindaco | 7.365                | 54,58 | 847                   | 6,74   | 1     |       |
| Fratelli d'Italia        | Alessia Bevilacqua ✔️ Sindaco | 7.365                | 54,58 | 584                   | 4,65   | 1     |       |
|                          | Alessia Pasetto               | 3.622                | 26,84 | Pasetto Sindaco       | 2.026  | 16,13 | 2     |
| Nuova Arzignano          | Alessia Pasetto               | 3.622                | 26,84 | 783                   | 6,23   | 1     |       |
| #Fare Meglio             | Alessia Pasetto               | 3.622                | 26,84 | 575                   | 4,58   | -     |       |
| Seggio di coalizione     | Seggio di coalizione          | Seggio di coalizione | 26,84 | 1                     |        |       |       |
|                          | Giuseppe Cazzola              | 1.582                | 11,72 | Un'Altra Arzignano    | 493    | 3,93  | -     |
| Il Futuro con Noi!       | Giuseppe Cazzola              | 1.582                | 11,72 | 469                   | 3,73   | -     |       |
| Democratici Europei      | Giuseppe Cazzola              | 1.582                | 11,72 | 420                   | 3,34   | -     |       |
| Seggio di coalizione     | Seggio di coalizione          | Seggio di coalizione | 11,72 | 1                     |        |       |       |
|                          | Nicolò Sterle                 | 925                  | 6,85  | Impegno per Arzignano | 488    | 3,89  | -     |
| Forza Italia             | Nicolò Sterle                 | 925                  | 6,85  | 380                   | 3,03   | -     |       |
| Seggio di coalizione     | Seggio di coalizione          | Seggio di coalizione | 6,85  | 1                     |        |       |       |
| Totale                   | Totale                        | 13.494               | 100   |                       | 12.560 | 100   | 16    |

### Bassano del Grappa
| Candidati                           | Candidati              | Voti                 | %     | Liste               | Voti   | %     | Seggi |
| ----------------------------------- | ---------------------- | -------------------- | ----- | ------------------- | ------ | ----- | ----- |
|                                     | Elena Pavan ✔️ Sindaco | 14.311               | 61,40 | Lega                | 6.670  | 29,41 | 8     |
| #Pavan Sindaco                      | Elena Pavan ✔️ Sindaco | 14.311               | 61,40 | 3.388               | 14,94  | 4     |       |
| Impegno per Bassano                 | Elena Pavan ✔️ Sindaco | 14.311               | 61,40 | 2.232               | 9,84   | 2     |       |
| Forza Italia - Cittadini di Bassano | Elena Pavan ✔️ Sindaco | 14.311               | 61,40 | 1.005               | 4,43   | 1     |       |
| Fratelli d'Italia                   | Elena Pavan ✔️ Sindaco | 14.311               | 61,40 | 652                 | 2,87   | -     |       |
|                                     | Angelo Vernillo        | 7.909                | 33,93 | Partito Democratico | 3.909  | 17,24 | 4     |
| Bassano Passione Comune             | Angelo Vernillo        | 7.909                | 33,93 | 2.122               | 9,36   | 2     |       |
| Bassano per Tutti                   | Angelo Vernillo        | 7.909                | 33,93 | 1.639               | 7,23   | 1     |       |
| Seggio di coalizione                | Seggio di coalizione   | Seggio di coalizione | 33,93 | 1                   |        |       |       |
|                                     | Bruno Trevisan         | 1.088                | 4,67  | Movimento 5 Stelle  | 1.063  | 4,69  | 1     |
| Totale                              | Totale                 | 23.308               | 100   |                     | 22.680 | 100   | 24    |

### Montecchio Maggiore
| Candidati                       | Candidati                     | Voti                 | %     | Liste               | Voti   | %     | Seggi |
| ------------------------------- | ----------------------------- | -------------------- | ----- | ------------------- | ------ | ----- | ----- |
|                                 | Gianfranco Trapula ✔️ Sindaco | 7.177                | 61,81 | Lega                | 4.096  | 36,62 | 7     |
| Trapula Sindaco                 | Gianfranco Trapula ✔️ Sindaco | 7.177                | 61,81 | 1.935               | 17,30  | 3     |       |
| Forza Italia - Lista Montecchio | Gianfranco Trapula ✔️ Sindaco | 7.177                | 61,81 | 855                 | 7,64   | 1     |       |
|                                 | Veronica Cecconato            | 2.680                | 23,08 | Partito Democratico | 1.474  | 13,18 | 2     |
| Insieme per Montecchio          | Veronica Cecconato            | 2.680                | 23,08 | 656                 | 5,86   | 1     |       |
| Montecchio Maggiore al Centro   | Veronica Cecconato            | 2.680                | 23,08 | 444                 | 3,97   | -     |       |
| Seggio di coalizione            | Seggio di coalizione          | Seggio di coalizione | 23,08 | 1                   |        |       |       |
|                                 | Gian Luigi Piccin             | 805                  | 6,93  | Movimento 5 Stelle  | 795    | 7,11  | 1     |
|                                 | Ruggero Zigliotto             | 613                  | 5,28  | SiamoVeneto         | 600    | 5,36  | -     |
|                                 | Lara Criaco                   | 337                  | 2,90  | Lara Criaco Sindaco | 330    | 2,95  | -     |
| Totale                          | Totale                        | 11.612               | 100   |                     | 11.185 | 100   | 16    |

### Schio
| Candidati             | Candidati              | Voti                 | %     | Liste               | Voti   | %     | Seggi |
| --------------------- | ---------------------- | -------------------- | ----- | ------------------- | ------ | ----- | ----- |
|                       | Valter Orsi ✔️ Sindaco | 10.717               | 51,14 | Noi Cittadini       | 8.052  | 40,18 | 13    |
| Veneti per Schio      | Valter Orsi ✔️ Sindaco | 10.717               | 51,14 | 858                 | 4,28   | 1     |       |
| Schiodando            | Valter Orsi ✔️ Sindaco | 10.717               | 51,14 | 591                 | 2,95   | 1     |       |
| Fare a Schio          | Valter Orsi ✔️ Sindaco | 10.717               | 51,14 | 531                 | 2,65   | -     |       |
|                       | Leonardo Dalla Vecchia | 5.758                | 27,48 | Partito Democratico | 2.764  | 13,79 | 3     |
| Coalizione Civica     | Leonardo Dalla Vecchia | 5.758                | 27,48 | 1.745               | 8,71   | 2     |       |
| Schio Polis           | Leonardo Dalla Vecchia | 5.758                | 27,48 | 665                 | 3,32   | -     |       |
| Schio Città d'Europa  | Leonardo Dalla Vecchia | 5.758                | 27,48 | 249                 | 1,24   | -     |       |
| Lista dei Quartieri   | Leonardo Dalla Vecchia | 5.758                | 27,48 | 208                 | 1,04   | -     |       |
| Seggio di coalizione  | Seggio di coalizione   | Seggio di coalizione | 27,48 | 1                   |        |       |       |
|                       | Ilenia Tisato          | 3.564                | 17,01 | Lega                | 2.052  | 10,24 | 1     |
| Ilenia Tisato Sindaco | Ilenia Tisato          | 3.564                | 17,01 | 1.293               | 6,45   | 1     |       |
| Italia Etica          | Ilenia Tisato          | 3.564                | 17,01 | 76                  | 0,38   | -     |       |
| SiamoVeneto           | Ilenia Tisato          | 3.564                | 17,01 | 56                  | 0,28   | -     |       |
| Seggio di coalizione  | Seggio di coalizione   | Seggio di coalizione | 17,01 | 1                   |        |       |       |
|                       | Marco Vantin           | 917                  | 4,38  | Movimento 5 Stelle  | 900    | 4,49  | -     |
| Totale                | Totale                 | 20.956               | 100   |                     | 20.040 | 100   | 24    |

### Valdagno
| Candidati              | Candidati                                        | Voti                 | %     | Liste                 | Voti   | %     | Seggi |
| ---------------------- | ------------------------------------------------ | -------------------- | ----- | --------------------- | ------ | ----- | ----- |
|                        | Giancarlo Giuseppe Acerbi Accede al ballottaggio | 6.536                | 45,17 | Partito Democratico   | 2.326  | 17,12 | 4     |
| Scegli Valdagno        | Giancarlo Giuseppe Acerbi Accede al ballottaggio | 6.536                | 45,17 | 1.508                 | 11,10  | 3     |       |
| Valdagno Guarda Avanti | Giancarlo Giuseppe Acerbi Accede al ballottaggio | 6.536                | 45,17 | 1.152                 | 8,48   | 2     |       |
| Autonomia del Veneto   | Giancarlo Giuseppe Acerbi Accede al ballottaggio | 6.536                | 45,17 | 1.005                 | 7,40   | 1     |       |
|                        | Alessandro Burtini Accede al ballottaggio        | 6.640                | 45,89 | Lega                  | 3.273  | 24,09 | 3     |
| #Burtini Sindaco       | Alessandro Burtini Accede al ballottaggio        | 6.640                | 45,89 | 2.450                 | 18,03  | 2     |       |
| Fratelli d'Italia      | Alessandro Burtini Accede al ballottaggio        | 6.640                | 45,89 | 359                   | 2,64   |       |       |
| Forza Italia           | Alessandro Burtini Accede al ballottaggio        | 6.640                | 45,89 | 261                   | 1,92   | -     |       |
| Seggio di coalizione   | Seggio di coalizione                             | Seggio di coalizione | 45,89 | 1                     |        |       |       |
|                        | Francesca Paola Irma Vitetta                     | 814                  | 5,63  | Nuova Valdagno        | 796    | 5,86  | -     |
|                        | Giuseppe Ciambrone                               | 480                  | 3,32  | Valdagno in Movimento | 458    | 3,37  | -     |
| Totale                 | Totale                                           | 14.470               | 100   |                       | 13.588 | 100   | 16    |